# Joaquín Elizondo Alvizu
Joaquín Elizondo Alvizu, o Joaquín de Elizondo, (Pamplona, c. 1658 - 23 de agosto de 1735) fue un síndico del Reino de Navarra, abogado de los Tribunales Reales de Navarra, miembro del Consejo Real de Navarra y oidor de la Cámara de Comptos de Navarra.

## Biografía
Hijo de Francisco de Elizondo, abogado de los Tribunales Reales de Navarra, y Josefa Alvizu, era hermano también de Pablo Miguel de Elizondo, tercer cronista de Navarra, autor del "Compendio de los Anales del Reino de Navarra.
Estudió Filosofía con los Carmelitas Calzados, donde tuvo de profesor al padre Jacinto Aranaz Cuesta, un sangüesino quien más tarde fue elegido obispo de Oristán (Cerdeña). Continuó estudiando Leyes en la Universidad de Huesca, donde se graduó como bachiller para volver a Pamplona en abril de 1685, y emplearse durante tres años como pasante de Diego de Yárnoz, abogado de los Tribunales Reales de Navarra, que ya era alcalde de Corte Mayor de Navarra cuando Elizondo le presentó la documentación exigida para desempeñarse como abogado. Acabó en tres años las prácticas realizadas junto a su padre que también  era abogado.
El 23 de febrero de 1688, como requisito previo para su aceptación al cargo, el Consejo Real de Navarra certifica la presentación de las pruebas de limpieza de sangre que le facultaban como letrado. Tuvo por examinador a Miguel de Ilarregui, por entonces abogado de los Tribunales Reales y más tarde síndico del reino. Tras su aprobación, comenzó a ejercer la abogacía en los Tribunales Reales sustituyendo a su padre como abogado de pobres (nombrado generalmente por el regente del Consejo Real de Navarra «para defender las causas de los pobres») el 23 de marzo de 1692.
En 1695 figuraba como regidor de Pamplona durante la colocación de la primera piedra de la nueva Capilla de San Fermín de la iglesia de San Lorenzo (la inscripción, que lleva fecha 29 de agosto de 1695, lo identifica como licenciado en Leyes). Unos años más tarde es nombrado síndico de la Diputación del Reino de Navarra (el 4 de diciembre de 1703), cargo que ostentó hasta 1713. Fue nombrado diputado en las Cortes de Navarra, por Pamplona, asistiendo a las reuniones celebradas en Olite en 1709. Acabadas las Cortes es seleccionado por el brazo de las Universidades como miembro de la Diputación asumiendo el encargo de las cuentas de la depositaría.
Entre los años 1711-1712, junto con Iribas, es enviado a Madrid para representar a la Diputación en las conversaciones con el rey. Se conservan las cartas que él envió desde la Corte y las instrucciones que le encomendó la Diputación. En 1713 vuelve a Madrid con otra comisión de la Diputación.
Mediante una real cédula del 11 de mayo de 1713 se le nombra oidor de la Cámara de Comptos de Navarra en sustitución del recién fallecido José de Echauri. Tras escribir un comunicado a la Diputación del Reino informando de la noticia, presenta su dimisión como diputado y síndico antes de jurar el cargo.
En 1716 se generó un conflicto protocolario entre el Consejo de Navarra y la Diputación del Reino de Navarra por su asistencia al besamanos del rey Fernando VI, realizando Elizondo una declaración jurada explicando los hechos. 

## LaNovíssima recopilación
En 1702 las Cortes del Reino de Navarra celebradas en Pamplona disponen que se prepare la recopilación de las leyes aprobadas desde 1512, año de la conquista de Navarra por Castilla, hasta la reunión celebrada en este mismo año. La nueva publicación debería estar redactada en un año y sustituiría a la publicada en 1686 de la que era autor Antonio Chavier. Esta edición no contaba con el respaldo de los juristas ya que las leyes estaban resumidas y las erratas proliferaban.

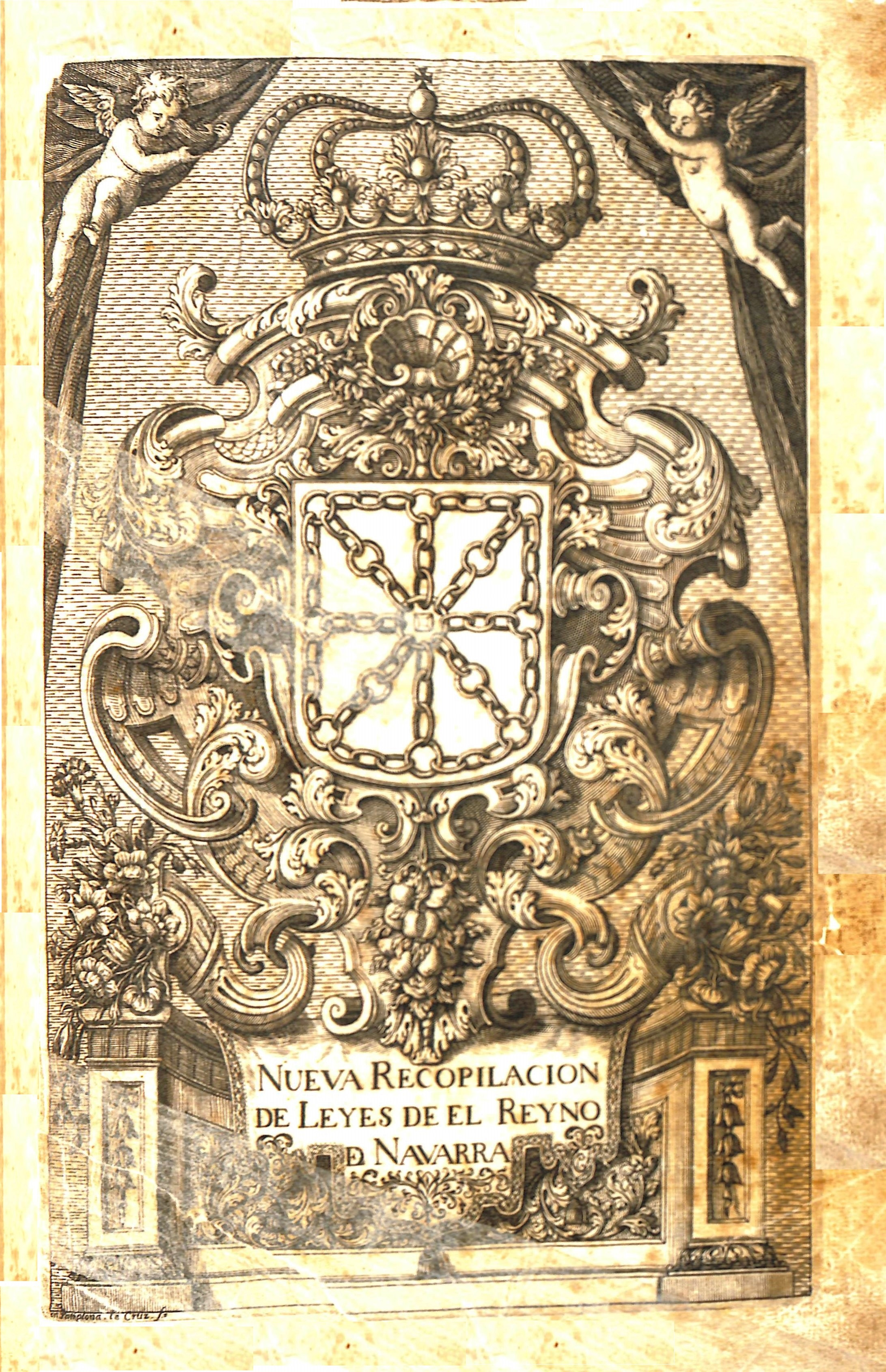
Frontispicio de la 'Novísima recopilación editada en 1735

La tarea se encomienda al licenciado Miguel de Ilarregui en 1702, pero este falleció al cabo de siete años, dejando la obra esbozada. Inmediatamente se procedió designar para continuar la tarea a Joaquín de Elizondo, cuyo prestigio como jurisconsulto estaba fuera de toda duda. Este, desde 1709 hasta 1724, durante quince años años, trabajó en esta empresa, que le debió de resultar agobiante, ya que al cabo de un tiempo tuvo que pedir a la Diputación que contratara a un “escribiente” para que pasara a limpio el original, que sumó 1800 folios manuscritos. 
Elizondo, sin ánimo para completar su tarea, el 12 de agosto de 1724 entregó el texto principal, en el que faltaba el imprescindible índice de materias y advirtió que no se iba a encargar de las pruebas de imprenta, que en esta ocasión, por la trascendencia del contenido, se harían en dos veces.
A parecer Elizondo, que entonces tenía 66 años y acababa de ser nombrado oidor de la Cámara de Comptos, estaba agobiado por el encargo y, posiblemente, molesto con las autoridades del Reino porque por aquellas fechas habían ordenado el cese en el cargo de cronista del Reino a su hermano Pablo Miguel de Elizondo. 
La publicación se retrasó dos años, tiempo que emplearon dos “síndicos” -abogados- del Reino en elaborar los índices de materias. Finalmente, tras la obligada revisión realizada por el erudito estellés Baltasar Lezaún y Andía, las Cortes de 1726 reunidas en Estella aprobaron el original y dispusieron su impresión. El tipógrafo afincado en Pamplona, José Joaquín Martínez, que había presentado la oferta más favorable para una tirada de mil juegos, obtuvo el contrato de impresión. 
Al fin, en 1735 vio la luz la “Novíssima recopilación de las leyes de el Reino de Navarra hechas en sus Cortes Generales desde el año de 1512 hasta el de 1716 inclusive”. y, a pesar de la falta de cooperación en los últimos trabajos, la portada da cuenta de su responsable y de sus títulos: "Ha coordinado el licenciado don Joaquín de Elizondo, síndico y diputado que fue del mismo Reino, oidor togado de la Cámara de Comptos y ahora oidor del Real Consejo".
La obra ocupaba dos volúmenes de gran formato (34 centímetros) que sumaban 1126 páginas impresas en buen papel y con letrería de calidad. En el frontispicio de cada volumen aparecía el grabado barroco del escudo de Navarra, que se había utilizado en ediciones oficiales como la presente. Habían transcurrido 33 años desde que las Cortes habían aprobado esta edición.
Como correspondía a este tipo de publicaciones legislativas, estas eran de compra obligada por parte de los municipios. Pero, dado el alto coste de la edición, se estableció un precio especial que cubría tan solo la mitad del gasto total. Por otra parte, se entregaba de manera gratuita un ejemplar a las autoridades del reino, incluidos los diputados de las Cortes, al tiempo que se repartían entre las principales instituciones de la Corte.